# Lajos Reményi-Schneller
Lajos Reményi-Schneller (Budapest, 15 marzo 1892 – Budapest, 24 agosto 1946) è stato un politico ungherese.

## Biografia
Lajos era uno dei figli di Jòzef Reményi, professore di filosofia all'Università di Budapest e di una donna di origini tedesche che portava il cognome Schneller. Studiò economia politica all'Università di Budapest e durante la guerra servì come ufficiale nella k.u.k. Kriegsmarine, risultando però un mediocre ufficiale.
Iniziò la sua carriera politica nel 1923 come direttore della Banca di Cambio Ungherese; economista dotato, fu posto da Kállmán Darányi, il grande riformatore dell'economia ungherese sotto Horthy, a ministro delle finanze, carica che esercitò dal 1938 al 1945. Fin da allora incominciò ad avvicinarsi agli ambienti estremisti della politica ungherese, incarnati da Ferenc Szálasi e dal suo Partito delle Croci Frecciate: infatti perpetrò una politica estremamente filo-tedesca, per di più informando regolarmente i tedeschi della politica ungherese. Inoltre mise l'economia ungherese nelle mani della Germania.
Dopo il rapimento di Horthy da parte dei tedeschi, fece parte del governo Szálasi come ministro delle finanze.
Catturato dai sovietici, subì un processo sommario al Tribunale Popolare di Budapest e fu impiccato il 24 agosto 1946 come collaborazionista.